# Jacobus Johannes Westendorp Boerma
Jacobus Johannes Westendorp Boerma (Blija, 9 december 1901 - Zierikzee, 16 september 1970) was een Nederlands historicus. 

## Leven en werk
Koos Westendorp Boerma was een zoon van de hervormde predikant en latere hoogleraar Nicolaas Westendorp Boerma en Henderika Johanna Cremer. Na het voltooien van zijn gymnasiumopleiding in Leeuwarden studeerde hij geschiedenis aan de Amsterdamse Gemeente Universiteit. In de laatste fase van zijn studie deed hij onderzoek naar de geschiedenis van de Nederlandsche Handel-Maatschappij. In 1926 slaagde hij voor zijn doctoraalexamen en in 1927 promoveerde hij op het proefschrift Johannes van den Bosch als sociaal hervormer: de Maatschappij van Weldadigheid. Zijn promotor was H. Brugmans.
Ook na zijn studietijd bleef hij zich interesseren voor de figuur van Van den Bosch. Via contacten met de familie kreeg hij de beschikking over diens omvangrijke correspondentie. Westendorp Boerma publiceerde op basis hiervan de briefwisseling tussen Johannes van den Bosch en Jean Chrétien Baud, uit de periode dat zij achtereenvolgend gouverneur-generaal van Nederlands-Indië waren.
Eind 1927 trouwde Westendorp Boerma in Frankfort met de maatschappelijk werkster Gertrud Schlosser. Kort daarvoor had hij zich gevestigd in Zierikzee als leraar aan de Rijks HBS, tegenwoordig onderdeel van de Pontes scholengroep. Hij publiceerde over de geschiedenis van zijn woonplaats. Hij was betrokken bij de realisering van het gemeentelijk historisch museum en spande zich in voor het behoud van de monumenten in Zierikzee. Daarnaast schreef hij in 1933-35 een tweedelig Leerboek der geschiedenis dat tot in de jaren zestig op veel middelbare scholen werd gebruikt. In 1938 werd hij directeur van de HBS en in 1946 rector van het inmiddels gevormde lyceum. Hij ging in 1967 met pensioen en was opnieuw bezig met onderzoek naar Johannes van den Bosch en diens nazaten, toen hij in september 1970 op 68-jarige leeftijd overleed.
Westendorp Boerma was sinds 1952 drager van de zilveren erepenning van de stad Zierikzee en sinds 1957 Officier in de Orde van Oranje-Nassau.